# Lorentz e figli
Lorentz e figli (Lorentz & Söhne) è una serie televisiva tedesca in 11 episodi trasmessi per la prima volta nel corso di una sola stagione nel 1988.
È una serie drammatica incentrata sulle vicende nella famiglia Lorentz, proprietari di una vigna, composta dal padre vedovo Lauritz e dai suoi figli.

## Personaggi e interpreti
- Lauritz Lorentz (11 episodi), interpretato da Ernst Schröder.
- Amelie Lorentz, interpretato da Heli Finkenzeller.
- Guy Lorentz, interpretato da Hans Korte.
- Gerhard Lorentz, interpretato da Gerd Baltus.
- Elisabeth Lorentz, interpretato da Christine Wodetzky.
- Lauritz Lorentz jun., interpretato da Michael Roll.

## Produzione
La serie fu prodotta da Novafilm Fernsehproduktion Le musiche furono composte da James Last. Tra i registi è accreditato Claus Peter Witt.

## Distribuzione
La serie fu trasmessa in Germania Ovest dal 7 aprile 1988 all'11 giugno 1988 sulla rete televisiva ZDF. In Italia è stata trasmessa con il titolo Lorentz e figli.

## Episodi
| Stagione       | Episodi | Prima TV Germania |
| -------------- | ------- | ----------------- |
| Prima stagione | 11      | 1988              |